# Dalabyggð
Dalabyggð és un municipi d'Islàndia, a la regió de Vesturland. Té una extensió de 2.427 km² i una població de 645 habitants l'1 de gener de 2025.
El municipi de Dalabyggð es va formar l'11 de juny de 1994 fusionant els antics municipis de Suðurdalahreppur, Haukadalshreppur, Laxárdalshreppur, Hvammshreppur, Fellsstrandarhreppur i Skarðshreppur. L'1 de gener de 1998 s'hi va afegir el municipi de Skógarstrandarhreppur i el 10 de juny de 2006 també s'hi afegí el municipi de Saurbæjarhreppur.
La principal població del municipi és Búðardalur. La principal indústria és l'agricultura i la ramaderia d'ovelles, on destaca la la granja de Hvammur í Dölum, on va néixer el poeta, historiador i escriptor Snorri Sturluson.